# Paita
 Paita es una ciudad peruana, capital del distrito y de la provincia homónimos en el departamento de Piura. Está ubicada a orillas del océano Pacífico a 57 km de la ciudad de Piura. Posee el segundo puerto más importante del país después del Callao y es la 19.ª ciudad más poblada de país. Tenía 145 309 hab. según el censo de 2017. Debido a su situación geográfica posee un clima cálido y húmedo durante todo el año y su temperatura promedia anual es de 25 °C. 
La ciudad fue fundada el 30 de abril de 1532 con el nombre de San Francisco de Paita de la Buena Esperanza por el conquistador Francisco Pizarro. Conserva el estilo colonial en sus viejas casonas e iglesias. El turismo es un importante sector de su economía.

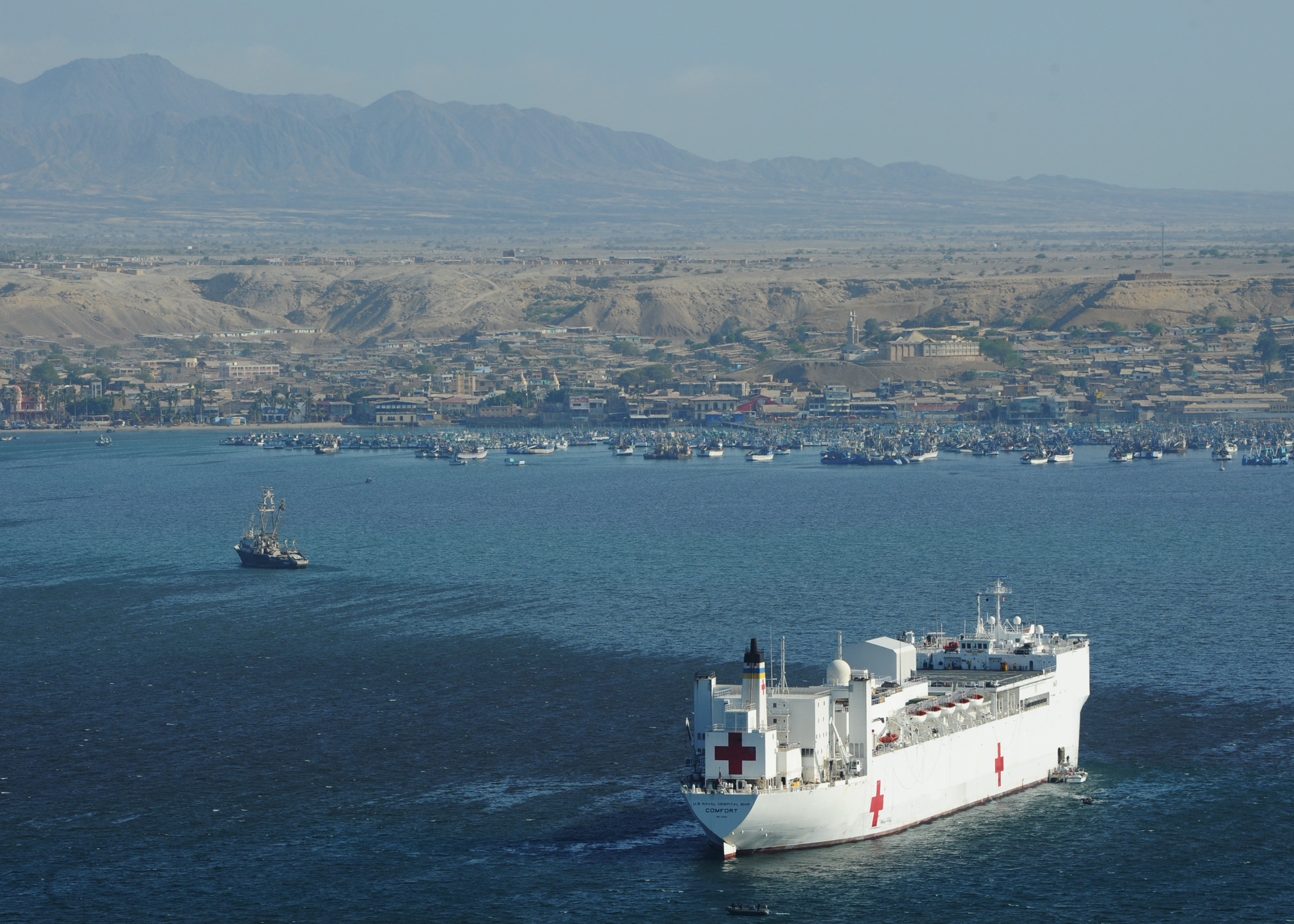
Vista aérea de la bahía de Paita y los dos sectores: Paita Baja y parte de la Paita Alta

## Toponimia
La palabra Paita, antiguamente escrito con "y" (Payta), proviene del vocablo quechua tayta, que significa "padre", "amo" o "señor". Los invasores españoles tildaron a esta localidad como "La silla del Diablo", porque consideraban una blasfemia las creencias religiosas de sus habitantes, las cuales impusieron a los incas en Colán, Paita y Amotape; ignorando que el tayta Huiracocha que era para los incas el supremo Dios Creador, equivalente para algunos al Dios cristiano.Se puede decodificar también el nombre de Paita en una compatibilidad Léxica con dialectos del norte sudamericano como Paititi que en las lenguas locales representan lo que es un acantilado o zona accidentada de altura. También existían esta región en tiempos prehispánicos las capullanas, mujeres de alto poder espiritual que vestían trajes negros parecidos al capuz español, cuyo santuario fue sometido por los españoles para edificar sobre ese mismo lugar la iglesia de San Lucas, una de las más antiguas en América del Sur.
Este nombre también es atribuido al místico cerro Azul, en donde los viajeros y pobladores de Colán aseguraban ser testigos de constantes "luces misteriosas" o "señales divinas" llamadas "encantos del cerro Azul de Paita", que los habitantes de las caletas de La Islilla y La Tortuga continúan observando actualmente y son relacionados con extrañas desapariciones de personas.
La palabra Payta, se escribió con "y", desde su fundación por los españoles el 30 de abril de 1532, convirtiéndose en el puerto más famoso del Pacífico, el primer puerto del Perú y la madre tierra de la región, durante la época colonial. La palabra Paita, con "i" se promovió ya en la época republicana, tras ser creada como provincia el 30 de abril de 1888; sin embargo aún se observa la frase "El bienestar de Payta es mi mayor anhelo" con "y", en un documento enviado a su ayuntamiento en 1868 por el entonces congresista por Paita Miguel Grau.

## Geografía

### Área

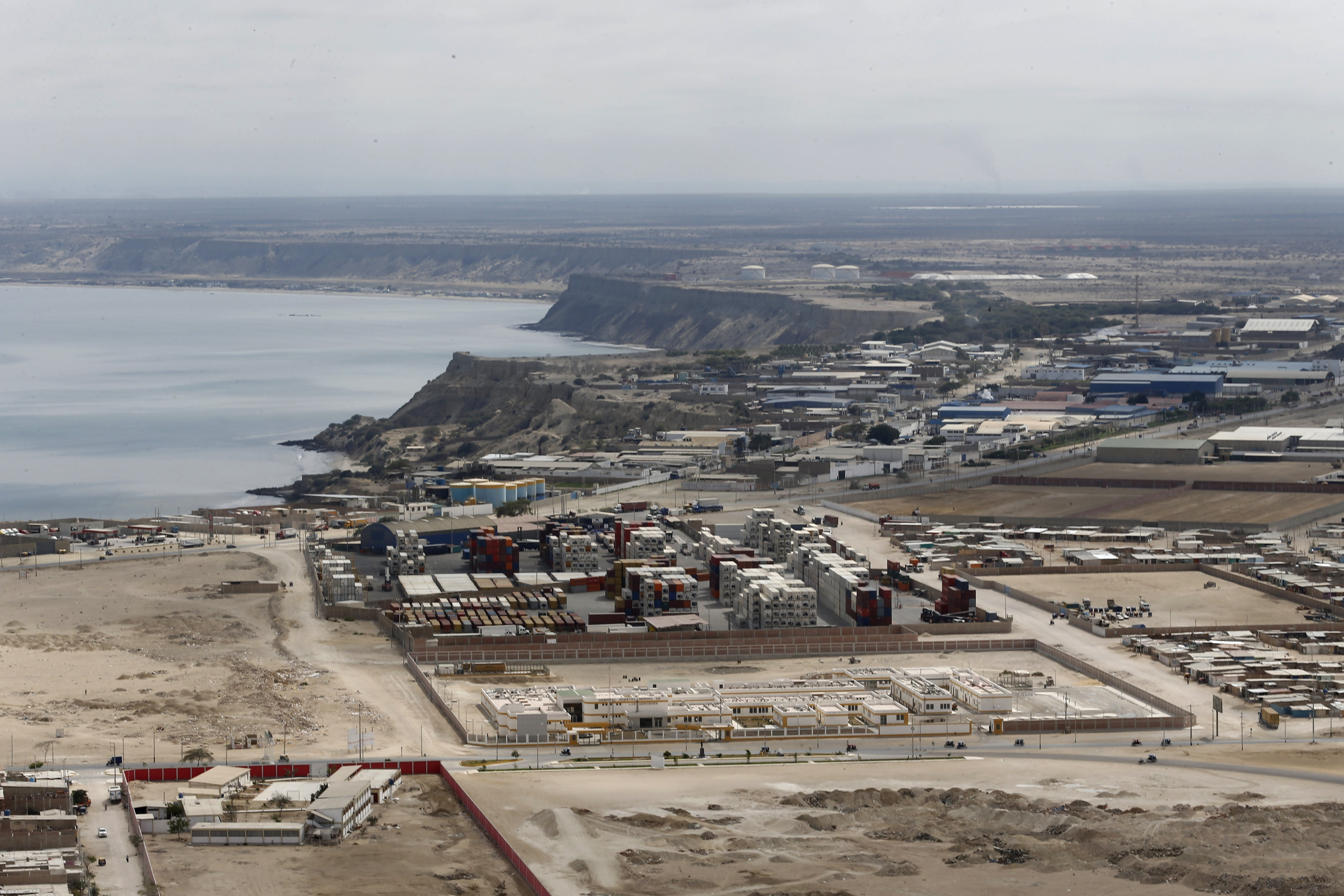
Vista del Sur de Paita.

La extensión territorial la ciudad de Paita es de 3.3 km² .La ciudad no está delimitada por los límites distritales que comprenden su circunscripción pero es capital también del distrito del mismo nombre teniendo centros poblados anexos como Yasila, La Islilla y La Tortuga.

### Orografía y geología
Al sur de la ciudad se encuentra un conjunto de elevaciones que destacan no solo por su altitudes poco usuales en el norte del Perú, sino también por su interés legendario-histórico, geológico y mineralógico. Este conjunto de elevaciones se le conoce como La Silla de Paita o Cerro Azul (debido a la tonalidad azul que presenta de lejos).
Estudios geológicos indican que estas cadenas de elevaciones son los restos de la antigua Cordillera de la Costa de hace más de 600 millones de años (Fin del Precámbrico -Inicio de la Era Palezoica)que han sobrevivido a la erosión sobre todo eólico, fluvial (en ciertos periodos)y hasta marina (en épocas de transgresiones marinas, elevación del nivel del mar).
Su litología es de rocas metamórfica desde pizarras hasta esquistos micáceos y cuarcitas que se extiende hasta el casco urbano de la ciudad.
Esta zona de elevación (385 m.s.n.m el punto máximo) está circundado por terrazas marinas llamadas comúnmente Tablazo donde se asienta el sector de la Parte Alta de la ciudad(75 m.s.n.m altitud promedio)

### Hidrografía
El sur de Paita está inundado de quebradas secas cuya orientación siempre es con dirección al Océano Pacífico.

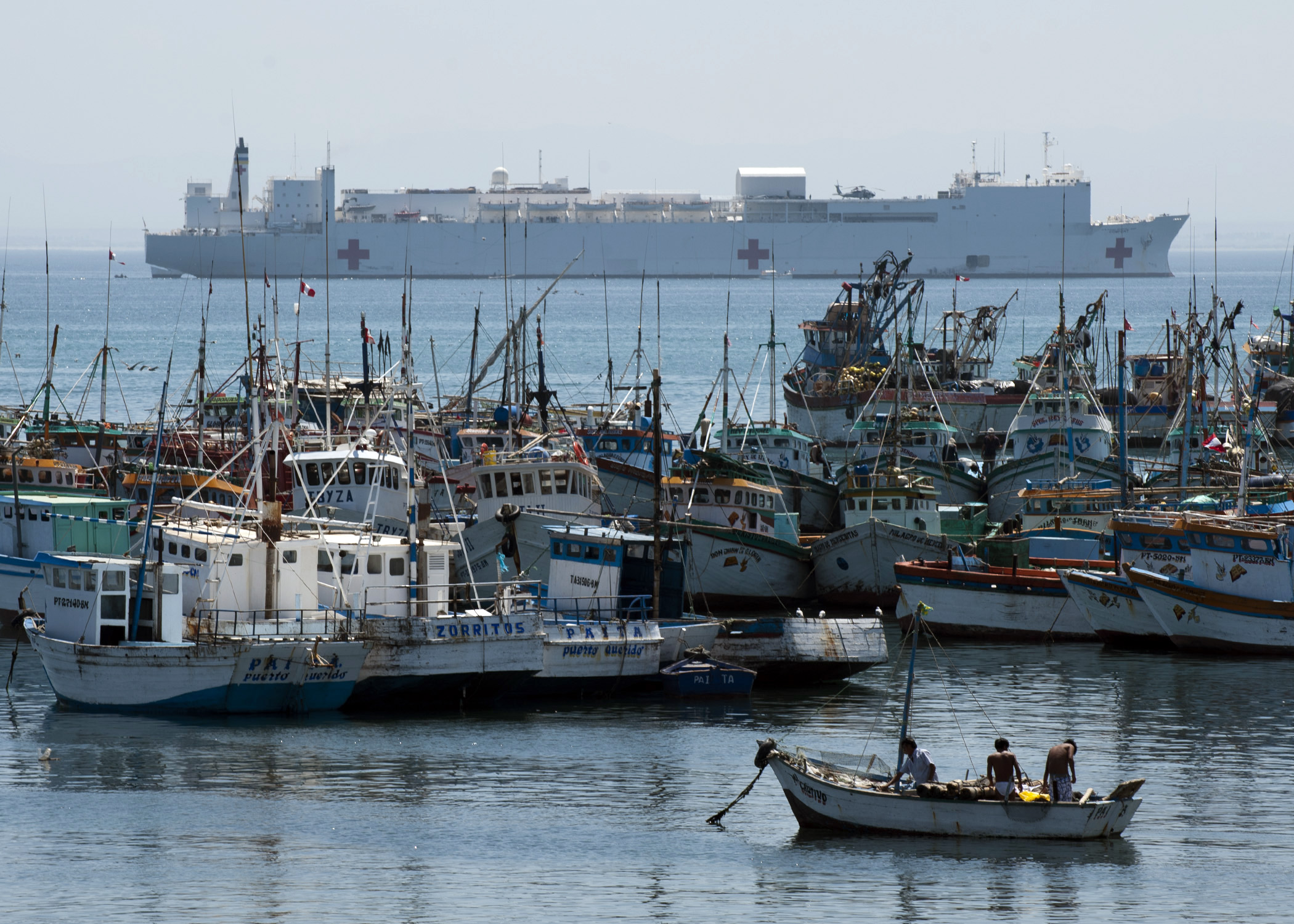
Bahía de Paita.

La parte baja de la ciudad está conformada por una red de quebradas que sirven de drenaje natural en épocas de Fenómeno de El Niño. Actualmente estas quebradas están asfaltadas y sus laderas, densamente pobladas siendo un peligro latente : Jr. Zanjon, Jr Buenos Aires, Jr. Espinar, Jr. Alfonso Ugarte, Jr. Melendez, Av.San Rafael y más de una veintena de pequeñas calles que miran directo al mar.
Paita esta en el borde Sur de la cuenca del río Chira. Es justo este río que nace en los Andes ecuatorianos que desemboca al norte de la provincia, exactamente en el C.P Miramar en el Distrito de Vichayal.

### Clima
| Parámetros climáticos promedio de Paita | Parámetros climáticos promedio de Paita | Parámetros climáticos promedio de Paita | Parámetros climáticos promedio de Paita | Parámetros climáticos promedio de Paita | Parámetros climáticos promedio de Paita | Parámetros climáticos promedio de Paita | Parámetros climáticos promedio de Paita | Parámetros climáticos promedio de Paita | Parámetros climáticos promedio de Paita | Parámetros climáticos promedio de Paita | Parámetros climáticos promedio de Paita | Parámetros climáticos promedio de Paita | Parámetros climáticos promedio de Paita |
| Mes                                     | Ene.                                    | Feb.                                    | Mar.                                    | Abr.                                    | May.                                    | Jun.                                    | Jul.                                    | Ago.                                    | Sep.                                    | Oct.                                    | Nov.                                    | Dic.                                    | Anual                                   |
| --------------------------------------- | --------------------------------------- | --------------------------------------- | --------------------------------------- | --------------------------------------- | --------------------------------------- | --------------------------------------- | --------------------------------------- | --------------------------------------- | --------------------------------------- | --------------------------------------- | --------------------------------------- | --------------------------------------- | --------------------------------------- |
| Temp. máx. abs. (°C)                    | 39.2                                    | 36.7                                    | 42.3                                    | 39.3                                    | 38.2                                    | 35.4                                    | 36.8                                    | 33.8                                    | 37.2                                    | 33.9                                    | 34.6                                    | 37.1                                    | 36.553                                  |
| Temp. máx. media (°C)                   | 32.5                                    | 34.5                                    | 34.5                                    | 32.5                                    | 30.5                                    | 28.5                                    | 27.5                                    | 25.5                                    | 25.5                                    | 27.8                                    | 29.5                                    | 31.9                                    | 30.1                                    |
| Temp. media (°C)                        | 26.1                                    | 26.8                                    | 27.5                                    | 25.2                                    | 23.4                                    | 21.5                                    | 20.2                                    | 20.9                                    | 19.9                                    | 20.6                                    | 21.3                                    | 23.8                                    | 23.1                                    |
| Temp. mín. media (°C)                   | 23.4                                    | 23.8                                    | 23.8                                    | 23.2                                    | 21.8                                    | 20.5                                    | 20.6                                    | 20.1                                    | 20.1                                    | 20.4                                    | 21.2                                    | 22.5                                    | 21.8                                    |
| Temp. mín. abs. (°C)                    | 16.4                                    | 17.8                                    | 19.3                                    | 17.1                                    | 14.3                                    | 13.3                                    | 10.1                                    | 11.7                                    | 13.3                                    | 12.8                                    | 14.7                                    | 14.7                                    | 11.1                                    |
| Fuente: climate-data.org                |                                         |                                         |                                         |                                         |                                         |                                         |                                         |                                         |                                         |                                         |                                         |                                         |                                         |

## Demografía
La ciudad de Paita cuenta con una población estimada de 145 309 habitantes para el año 2017 y presenta un crecimiento acelerado en los últimos años, desde el año 1600 que presentaba 400 habitantes , 1983 en que presentaba 25 000 había , ha pasado a conformar una ciudad de 50 000 hab. en 2003 y sobrepasa los 120 000 habitantes en 2014 evidenciando un crecimiento acelerado en los últimos 10 años.

## Religión
Según cifras del censo 2017, el 70 % de la población de Paita es católica, el 20 % es parte de alguna iglesia evangélica, un 2 % profesa otras creencias, mientras que el 8 % restante no profesa ninguna religión, convirtiéndola en la segunda ciudad peruana con mayor porcentaje de ateos/agnósticos. 
En esta jurisdicción la Iglesia Católica está conformada por dos parroquias: Parroquia "SAN PEDRO, EL PESCADOR" donde el párroco es el Pbro. Domingo García Hospital; y la Parroquia "SAN FRANCISCO DE ASÍS", donde el párroco es Pbro. Pedro Chully Chunga y el vicario parroquial Carlos Huertas Monasterio. Desde el punto de vista jerárquico de la Iglesia católica, estas parroquias forman parte de la Arquidiócesis Metropolitana de Piura.12

## Historia

### Época prehistórica
El paleontólogo Edgar Herning (1960) recolectó vestigios en 1978 considerando a este grupo cultural muy evolucionado, informando que desde hace 9000 años ya existían los pueblos primitivos de la Costa como Colán, Tayta y Amotape.

### Época precolombina
El nombre Payta, representa a una nación ancestral que existió también en la época preinca; en la época colonial llevó el nombre su líder o cacique, hasta su último dueño y gobernante que fue el cacique José de Payta. (Lo encontramos en el archivo Regional de Piura como secretario para elegir al Presidente del Perú en el año 1822).
El obispo de Trujillo Martínez de Compañón en 1783 demuestra que los incas de Payta tenían su propio idioma, y nos alcanza palabras castellanas que se traducían: Shi (sol), Sha (luna), Ni (mar).

### Época colonial
La expedición de Francisco Pizarro
En uno de los primeros días del mes de enero de 1532, la expedición aventurera de Francisco Pizarro en tres bajeles con 183 hombres y 26 caballos, salió de Panamá haciendo el viaje lleno de dificultades de todo género que pusieron en peligro la expedición, arribando a la playa de Tumbes, pueblo de indígenas, de alguna importancia, a una legua hacia el interior. No fueron acogidos los españoles como en su primer viaje de exploración en 1528, teniendo algunas escaramuzas con los naturales, sin consecuencias emprendieron la expedición conquistadora la marcha hacia el Sur por la ribera del mar, o sus cercanías, a fin de estar siempre a la vista y en contacto con las naves que seguían el mismo rumbo Sur, las que tenían como comandante al piloto Bartolomé Ruiz. La gente de Pizarro arribó al fin a un lugar que los indígenas llamaban, Tambo de Amotape, en la margen derecha del río, siguiendo corriente arriba, llegaron a un lugar en donde encontraron a una tribu indígena cuyo jefe de calidad noble se llamaba “La Chira” por lo que los españoles entendieron que el río se llamaba así.
Siguiendo siempre por la misma orilla del río llegaron a un lugar que los naturales llamaban Tangarará. Pizarro acompañó su hueste en Tangarará para dar un descanso necesario a su gente y pensó fundar allí su primer asiento colonial, con el nombre de San Miguel de Tangarará. Al mismo tiempo mandó que sus buques siguieran explorando las costas al sur, hasta encontrar un lugar abrigado, seguro contra vientos y desbordes de fuertes oleajes.
El piloto Bartolomé Ruiz al frente de los bajeles hizo su excursión hasta una vasta ensenada comprendida desde una punta muy saliente de la costa que él puso por nombre Los Negritos por unas rocas negras aisladas, que estaban a regular distancia de la playa y de la punta falsa del cerro que la forma, con una pequeña cordillera cercana al mar y hacia el valle de Sechura.
Exploración
A Pizarro le interesaba mucho el reconocimiento del territorio en que actuaba, principalmente en dirección al sur y despachó con ese propósito una pequeña expedición exploradora, mandada por un tal José Martínez de Ubillús que avanzó a más allá del poblado de la campiña de Sechura.
Ubillús de regreso al campamento de Pizarro en el valle de Tangarará, encontró al piloto Bartolomé Ruíz que había desembarcado su gente en un lugar bastante abrigado de los fuertes vientos y con una playa muy mansa que le permitía varar sus buques para repararlos, porque hacía mucha agua por las juntas de sus tablones. Ubillus y sus demás compañeros estando de acuerdo en que este lugar era inmejorable para el arribo de bajeles y cerca de la fundación de San Miguel de Tangarará dejaron a Juan de Vallejo y marinero de los buques componiéndolos, mientras que el piloto Bartolomé Ruiz con Ubillús fueron a dar cuenta del resultado de la exploración, lamentando solo que el sitio que habían encontrado, tan excelente para un puerto, careciera de agua, leña y hierba para los animales, que no se encontraba a varias leguas a la redonda de esa región que era muy árida y despoblada de gente.
El piloto Ruíz hizo conocer a Pizarro que a pesar de lo dicho le informaba que en ciertos lugares de esa zona habitaban algunas personas en grupos, de la tribu de pescadores dispersos en las playas del litoral, que se abastecían de abundantes víveres que transportaban en grandes almadías (balsas) de unos troncos gruesos de una madera liviana, porosa (palillos) en que navegaban los indios, que hacían aguada en grandes vasijas de arcilla que ellos sabían construir bien y que el litoral era abundante en pescado y los víveres como la yuca, maíz y raíces como el camote, papas y diversas frutas que conducían en sus almadías de la boca del río Chira a sus chozas de la playa del varadero (Payta) y a otros lugares del litoral hasta Sechura.
De regreso José Martínez de Ubillus y el piloto Bartolomé Ruiz al lugar designado por Pizarro, en donde se encontraban los bajeles inservibles para navegar, era mejor emplear el maderamen y material en la casa Tambo de Payta que quedó confirmado, de lo cual Juan de Vallejo levantó acta de su puño y letra y del piloto Bartolomé Ruiz, haciéndolo también los 38 marineros de los tres bajeles, que aunque no sabían escribir la suscribieron, haciendo un signo de la cruz, cuyo documento se mandó a Pizarro en Tangarará.
Algunos expedicionarios que llegaban enfermos del viaje sin poder seguir se quedaron, avecindándose en Payta, entre ellos dos frailes de la orden franciscana, que con el aumento de españoles que iba teniendo el poblado del puerto, resolvieron quedarse, emprendiendo la construcción de una capilla para el culto, en la que una vez concluida se dijo misa en ella, dándole ceremoniosamente al Tambo el título de San Francisco de Payta de Buena Esperanza, por ser los frailes Franciscanos y también por llamarse el conquistador, Francisco.
En el convento de Colán fue hallada el acta de fundación. Un responsorio del Padre Estolaza de la Orden Dominicana. En otro papel pergamino se refiere a noticias a la casa Generalina Burgos, La fundación del Tambo de Payta al 30 de abril de 1532 con los pormenores del caso que aquí se menciona.
N. de R. Manuel Gómez Laines fue nombrado amanuense del Consejo Provincial de Paita, según figura en el acta de sesión de fecha 29 de septiembre de 1877, como consta en los archivos del consejo. 
Post-fundación
- A finales de 1532 : el socio de la conquista Diego de Almagro llega a Paita trayendo refuerzos para Francisco Pizarro que se encontraba en Cajamarca.

- 1542: Francisco Achútiga era curaca de Colán, cuando llegó al Perú el Licenciado Vaca de Castro en condición de Gobernador, para poner orden después de la muerte de Francisco Pizarro.

- 1557: El holandés Sir Thomas Cavendish ataca y destruye Paita

- En septiembre de 1569 llega a Paita el 5° Virrey del Perú Francisco Toledo.

- Desde 1571 debido al auge del puerto de San Francisco de la Buena Esperanza (Paita), muchos habitantes de San Miguel de Tangarará, Pirhúa y otros pueblos aledaños comenzaron a trasladarse a Paita por ser una atractiva colonia de españoles.

- 1578: El corsario inglés Thomas ataca y destruye Paita.

- 1579: Llega a Paita el Almirante y corsario inglés Francis Drake bombardeando el Puerto de Paita destruyendo el convento , la iglesia y sus principales edificios.

- 1585: llega a Paita el virrey Don Fernando Torres y Portugal Conde del Villar quedándose en el Puerto por dos meses.

Saqueos y migración
- El 30 de mayo de 1587 el pirata inglés Thomas Cavendish bombardea, saquea e incendia la ciudad de Paita, destruyéndola completamente y dejándola en ruinas, siendo Corregidor Alfonso Forero de Ureña.

Después del ataque de Cavendish, la mayoría de familias paiteñas y casi todas las autoridades fueron a establecer El Chilcal mientras que otras familias se fueron a vivir a Catacaos quedando en el puerto el Corregidor y unos pocos habitantes.
- El 4 de julio de 1587 el Virrey Fernando Torres y Portugal, Conde del Villar, realizó la primera reunión para resolver el problema que el corsario Tomás Cavendish había creado en Paita.

- El 11 de noviembre de 1587 ante los continuos devastamientos que sufría Paita por ataques de piratas, corsarios y filibusteros el Virrey Fernando Torres y Portugal resolvió el traslado de la ciudad de Paita al valle del Chilcal (Hoy Piura).

El vecino paiteño, oficial real y procurador de San Francisco de Payta de Buena Esperanza Francisco Manrique de Lara abogó para que no se dejara en abandono total al puerto y para mantener el tráfico marítimo. Fue esta intervención que permitió que Paita sobreviva hasta hoy. Para dar cumplimiento a tan delicado cargo se nombró al capitán Juan Cadalso y Salazar que viajó de inmediato a Paita para iniciar la marcha junto al corregidor de Paita Capitán Alfonso Forero de Ureña y muchas familias del puerto.
- Hasta 1588 Paita fue capital del Corregimiento con el nombre de San Francisco de Payta de Buena Esperanza hasta que fue saqueada e incendiada por la tropa del pirata Cavendish. El capitán español Alfonso Forrero de Ureña fue el último corregidor que tuvo Paita, con su sueldo construyó la casa del Corregimiento que Cavendish quemó.

- En 1588 los paiteños solicitan al Virrey Conde del Villar, el traslado de la ciudad de Paita con el fin de evitar más ataques de los piratas, lo que es atendido, fundando luego San Miguel del Villar (Hoy Piura).

- El 15 de agosto de 1588 los paiteños fundan San Miguel del Villar, en la zona de El Chilcal que había sido establecido también por familias paiteñas. Se suscribió en el Cabildo de Paita el Acta de Fundación de San Miguel del Villar. Días más tarde los mismos personajes realizan en lo que ahora es la Plaza de Armas de Piura, la ceremonia de toma de posesión, continuando como Corregidor el Capitán español Alfonso Forrero de Ureña y el español Gonzalo Farfán de los Godos y Canales (Hijo) fue su primer Alcalde.

Forrero puso mucho empeño en la construcción de la nueva ciudad de Paita en el Chilcal y con su propio dinero puso en funcionamiento dos hornos de cal y ladrillo, construyó la presa de Tacalá, dos canales de irrigación uno para los indios Pirhúas y otro para españoles. Construyó el primer puente sobre el río Piura que era de madera.
- En 1588 el Gobernador de Paita con el fin de evitar mayores pérdidas comenzó a trasladar el tesoro real y su propia fortuna a San Miguel del Villar (Hoy Piura).

Asimismo gran cantidad de pobladores paiteños descendientes de españoles comenzaron a emigrar mayormente hacia Lima y Piura ante el espanto de los piratas corsarios y filibusteros.
Post-migración
- El viernes 16 de junio de 1595 los paiteños dan una emotiva despedida a la Gobernadora y Gran Almiranta Isabel Barreto y Castro de Mendaña quien logró que cantidad de paiteños con sus esposas y otro grupo de jóvenes solteras se incorporen en su tripulación con el fin de descubrir nuevas islas y colonizarlas. Llegaron a las islas Marquesas, Salomón y otras islas.

Las mujeres solteras de Paita y Lima se casaron luego con filipinos.
- El 24 de mayo de 1604 llega a Paita el 10° Virrey del Perú Conde de Monterrey, Gaspar Zúñiga de Acevedo, convirtió al puerto por breve tiempo en centro de la Administración nacional, ya que acá llegaban funcionarios de San Miguel del Villar (Hoy Piura) y de Lima.

- El 20 de septiembre de 1607 llega a Paita el 11° Virrey del Perú el Marqués Montesclaros, Juan de Mendoza y Luna, fue también gentil hombre de la Cámara del Rey, durante dos meses convirtió a Paita en el centro de la Administración nacional, acudiendo personajes y funcionarios a su despacho. El 19 de octubre envía un minucioso informe al Rey de España.

- En marzo de 1612 muere en Paita el religioso mexicano Luis Gerónimo Cárcamo de forma repentina mientras el barco entraba en la bahía.

- En septiembre de 1615 se produce en Paita el ataque por el corsario holandés George Spilbergen, pretendió desembarcar en Colán pero encontró la férrea oposición de Doña Paula Piraldo, esposa de Juan Andrade y Colmenero, encomendera de Colán, que con gran coraje organizó y movilizó su repartimiento de indios obligando al filibustero a huir.

Este hecho fue reconocido posteriormente por el Rey Felipe III un 15 de octubre de 1618.
- En 1615 llega a Paita el Príncipe de Esquilache nombrado nuevo Virrey del Perú.

- En 1616 el Capitán de Infantería Martín Alonso de Grandino sintiéndose muy atraído por la tranquilidad del Puerto de Paita solicitó su baja y se traslada a vivir en Paita, logrando la adjudicación de terrenos agrícolas en la zona del Bajo Chira. Se casó en Paita con María Ramírez de Arellano.

- En 1650 llega a Paita el Capitán Juan Benito de las Heras compañero de Grandino en busca de tierras agrícolas, tras intervenir para que Grandino cese a los maltratos con su esposa fue retado a un duelo en Amotape, resultando muerto Grandino. Se ausentó y años después se casa con la viuda María Ramírez.

- 1660: El pirata inglés J. J. Hawkins destruye Paita.

- 1670: El pirata inglés J. J. Morgan destruye Paita.

- Junio de 1673: El pirata inglés J. J. Morgan destruye Paita.

- Junio de 1673: Llega a Paita el vigésimo Virrey del Perú Baltazar de la Cueva Henríquez y Saavedra Pardo, Conde de Castellar, Marqués de Malagón y Señor de muchas villas.

- En agosto de 1678 llegan para quedarse a vivir en Paita el Virrey Baltasar con su esposa María Teresa Arias de Saavedra Condesa de Castellar, los paiteños les acogieron con gran afecto y asistencia mitigando su desgracia.

Después de más de un año, los paiteños dieron a la pareja virreinal un emotivo adiós y los condes de Castellar agradecieron emocionados las atenciones que habían recibido en el puerto.
- En 1680 los piratas ingleses J. J. Guarlin, J. J. Eaton y J. J. Cowley destruyen Paita.

- En 1680 el Corsario inglés Watling enfiló sus naves al puerto de Paita pero fue rechazado vigorosamente por los pobladores.

- En septiembre de 1680 llega a Paita el pirata inglés Bartolomé Sharp y retorna nuevamente el 29 de noviembre de ese año.

- En 1681 el pirata inglés J. J. Wattil destruye a Paita.

- En 1682 el pirata inglés Cook se une al pirata Juan Eaton, el pirata Ambrosio Cowley, capitaneados por Guarlín, llegan a Paita y apresan dos naves españolas.

- En 1682 el pirata inglés Guillermo Dampier se une a la flota filibustera de Ambrosio Cowley y atacan Paita, capitaneados por Guarlín apresan dos naves españolas. Tiempo después el Capitán Stradling dejó abandonado en una isla pero con víveres a Selkirk, por insubordinación. En 1709 el pirata Woodes recogió a Selkirk, y la odisea de ese marino abandonado sirvió de tema a Daniel Defoe para su novela "Robinsón Crusoe". El 5 de septiembre de 1685 explota en Paita la nave capitana “Nuestra Señora de Guadalupe” con 400 tripulantes a bordo.

- El 1 de febrero de 1686 el pirata inglés Eduardo Davis llega a Paita incendiando la aduana y varios edificios, captura al barco español “Nuestra Señora de Aranzazu”, saquea a la población y logra cuantioso botín. Muchos paiteños huyeron a Piura.

- En septiembre de 1690 llega a Paita el corsario inglés John Strong.

- En 1690 el comercio entre Asia y América Latina a través de los Galeones de Manila tenía a Paita como punto final.[3]

- En 1719 el filibustero John Clipperton y George Shelvoque se destinan para asolar a Paita.

- El 21 de marzo de 1720 ingresa a la bahía el pirata inglés Bartolomé Sharp saqueando e incendiando Paita dejándola nuevamente en ruinas.

- El Virrey Príncipe de Santo Buono contempló la forma como Paita ardía por los cuatro costados.

- En 1720 el pirata inglés John Cliperton llega al puerto de Paita.

- En noviembre de 1720 llega al Puerto el corsario inglés George Shelvoque quien a pesar de encontrar en ruinas a Paita por el ataque del pirata Sharp, vuelve a causarle más daño.

Origen de la Virgen de las Mercedes de Paita
En 1563 los expedicionarios españoles llegan a Paita con dos imágenes sagradas: Virgen de Las Mercedes y Virgen del Carmen. La primera iba a ser llevada hacia el valle del Chilcal, Tacala y la segunda imagen se quedaría en Paita.
En una confusión para algunos "milagrosa", la imagen mercedaria fue dejada en el puerto y la del Carmen fue llevada hacia el valle del Chilcal. Al darse cuenta del error quisieron subsanar pero la imagen de Paita se puso tan pesada que no pudo ser llevada. La Virgen del Carmen se puso tan liviana que fue interpretado que quería regresar a Paita con la "Mechita" pero mediante consenso en 1596 se decidió que la Virgen de Las Mercedes quede en Paita y la Virgen del Carmen se quede en lo que ya en ese año se llamaba Piura. 
El 14 de noviembre de 1741 el pirata inglés George Anson al mando de la fragata “Centurión” y las naves “Glaucester”, “Severn”, “Rryal”, “Wagner”, “La perla “ y “Ann”, contando con 240 cañones y mil hombres procedentes de Inglaterra, arrasaron la ciudad y devastaron Paita incendiándola.
El Jefe de la Escuadra inglesa, quiso completar el cuadro de destrucción e intentó robar la Sagrada Imagen de Las Mercedes. Pero no pudo. Fuerzas misteriosas agitaron el mar haciendo huir a los invasores. Frustrada su maligna intención, Anson presa de una ira incontenible, dio una violenta estocada a la Virgen marcándola en el cuello, señal que hasta ahora perdura como testimonio de la acción sacrílega de los ingleses, quienes se vieron precisados a arrojarla al mar.
Pasados algunos días, la Sagrada Efigie fue encontrada varada en una playa paiteña, por un grupo de pescadores, quienes avisaron a la población, que más tarde organizaron una gran procesión con profundas manifestaciones de júbilo y emoción religiosa. 
El pueblo de esa época jubiloso y lleno de fe, estuvo varios días maravillado por lo que consideraban un milagro del Cielo.
Fines de la Colonia
- 1743: El científico marino español Alberto Ulloa estableció la ubicación geográfica de Paita dando 5°5′ de latitud sur.

- 1793: Nace en Paita Francisco Alvarado Ortiz, prócer de la Independencia.

- 1813: Nace en Paita el valeroso marino Juan Noel Lastra.

- En abril de 1819 el inglés Lord Thomas Cochrane realizando una serie de atropellos causa el terror a la población saqueando las casas hasta profanar las iglesias e incendiar todas las viviendas del próspero puerto, devastando de esta manera a Paita y dejándola en ruinas.

- En 1820 Paita se constituye en un importante puerto que crearía fuertes vínculos entre la economía peruana y la estadounidense, que permitiría el impulso y desarrollo de la región de Paita y sus alrededores ya que fue un puerto de recalada para los balleneros norteamericanos, así como el alcance del impacto económico de la industria ballenera estadounidense en Paita, cuyas naves llegaron al puerto en el período de 1820 a 1865.

### Época republicana
Independencia de Paita
- 14 de enero de 1821 el Gobernador Político y Militar, Patriota de Paita Francisco Frías Adrianzen Proclama la Independencia de Paita, juramentándose al Primer Alcalde Patriota Miguel Pizarro Chumo.

- 17 de marzo de 1821 los paiteños Victoriano y Andrés Cárcamo en los albores de la gesta libertaria se apoderan de un navío español convirtiéndolo en el primer aporte a la República Peruana, fue el primer barco de la Escuadra Peruana con el nombre de “Castelli”.

- 21 de julio de 1822 el Excelentísimo Señor Protector del Perú José de San Martín arribó al puerto de Paita para recoger y llevar consigo el correspondiente piloto alemán entre otros motivos.

San Martín agradeció la colaboración que le habían ofrecido los pobladores y atendió al vecindario quienes le solicitaron el abastecimiento de agua dulce, San Martín efectúa una orden en Paita al Administrador de la Aduana quien cumple ipsofacto dicha disposición.
Con la Independencia de Paita se sella la independencia del norte de Perú.
Albores de la República
- 17 de septiembre de 1830: muere en Colombia Simón Bolívar y en momentos postreros vivieron en Paita Manuela Sáenz, Simón Rodríguez y el General Antonio de la Guerra, personas vinculadas íntimamente al Libertador que supieron de sus horas de triunfo y también de sus angustias y desvelos. Acá reavivaron sus recuerdos iluminados por la Luna de Paita, en diálogos emocionados y evocando los momentos gloriosos de la epopeya bolivariana; Bombona, Pichincha, Junín, Ayacucho, Quito, Lima, Chuquisaca, en un abrazo inolvidable. Eterno.

- Desde 1832 el acelerado progreso en la vida económica de Paita atrajo a numerosos extranjeros de Estados Unidos y Europa y muchos de ellos se quedaron como comerciantes en el puerto, contrayendo matrimonio en nuestra localidad

- 27 de julio de 1834: nace en Paita el célebre marino y héroe de la Marina de Guerra del Perú, Miguel Grau.

- 1835 : es deportada a Paita Manuela Sáenz Ayspuru la bella y fervorosa amante del libertador Simón Bolívar; llega sin recursos con sus fieles negras libertas Nathán y Jonatás, llamadas luego Juana Rosa y Dominga. Manuela prefirió la paz del anonimato, la quietud de la bahía y sus amables vecinos a la riqueza, el poder y la gloria, rechazando la invitación del General Flores cuando retornó al poder en Ecuador.

- 1839 a 1942: Se instalaron en la ciudad de Paita los cónsules de Estados Unidos, Gran Bretaña, Francia, España, Alemania, Italia, China, Honduras, Guatemala, Venezuela, Ecuador, Panamá, Brasil, Países Bajos, Colombia, El Salvador y Argentina. Paita se convierte en la primera y única ciudad no capitalina de Perú con consulados.

- 1845: Manuela Sáenz recibe la visita del poeta Joaquín Olmedo y del General Antonio Elizalde que habían llegado del Ecuador para estar presente en el recibimiento que se hacía de los restos que llegaban del General La Mar desde Costa Rica.

- 1847: Un escocés y tres norteamericanos se registraron en el Hotel Oriental de Paita.

- 1851: el italiano Giuseppe Garibaldi, unificador de Italia llega a Paita para visitar a Manuela Sáenz.

- 28 de febrero de 1854: muere el maestro de Bolívar, Simón Rodríguez quien estaba establecido en Paita detrás de la Iglesia San Francisco pero al perder a su mujer prefirió la soledad en Amotape y evitar así malos recuerdos.

Simón Bolívar le expresa: “Ud. formó mi corazón para la libertad, para la justicia, para lo grande, para lo hermoso. Yo he seguido el sendero que Ud. me señaló”.
- 1856: Ricardo Palma visita en Paita a Manuela Sáenz encontrándola “con la majestad de una reina sobre su trono” en una silla de ruedas a causa de una caída por la escalera que le lesionó su cadera .

- 23 de noviembre de 1856: muere Manuela Sáenz durante la epidemia de difteria que asoló Paita.

La provincia de Paita
- 30 de marzo de 1861: el presidente Ramón Castilla promulga la Ley que convierte a la entonces provincia Litoral de Piura en Departamento con tres provincias Piura, Paita y Ayabaca.

- 2 de mayo de 1866: mueren heroicamente durante el combate los hermanos Enrique y Manuel Cárcamo (Hermanos Cárcamo) quienes destacaron en la batalla de Maipú.

- 1866: el ingeniero constructor Federico Blume y Othon construye en Paita su primer submarino y pone a disposición del Gobierno Peruano, construyó la línea del ferrocarril Paita – Piura – Sullana.

- 1870: es elegido Diputado Titular por Paita el poeta, político y periodista Nicanor Rodríguez y Miguel Grau como Suplente.

- 2 de octubre de 1872: nace en Paita el poeta Juan Manuel Lazo Salguero, instala en Paita una imprenta en donde edita un periódico local “El Comercio” en donde publica parte de su producción literaria con el seudónimo “La Medusa”.

- 7 de marzo de 1876: el Capitán de Navío Miguel Grau es elegido Diputado por Paita, contando con el apoyo total del Partido Civil.

- 1877: Manuel Gómez Laines, amanuense del Consejo Provincial de Paita, encuentra en el convento de Colán el acta de fundación del Tambo de Payta por los españoles.

- 2 de octubre de 1878: Miguel Grau interviene en el congreso para defender a su tierra natal Paita, de pretensiones políticas piuranas originadas desde 1865 que buscaban degradar a la ciudad puerto como un distrito de Piura.(Día de la Identidad Paiteña)

- 26 de agosto de 1879: el Congreso asciende a Miguel Grau al grado de Contralmirante. Grau acababa de cumplir 45 años de edad. Conocedor de este alto honor, pide el ascenso de todos sus subordinados al grado inmediato y él renuncia a los haberes e insignias.

- 8 de octubre de 1879: termina la gloriosa campaña marítima con la muerte noble de muchos paiteños como Miguel Grau, Manuel Arellano Barbosa, Modesto Ruidias Llamamosa entre otros.

- 1880: llega a Paita el marino español Gabino Artadi y Vidaguren, se enamora de la dama Felizcar Vásquez y el 8 de abril de 1881 se casan. Gabino Artadi y José Romero apoyaron la causa del Perú durante la Guerra con Chile y se negaron aceptar pago alguno, el presidente Piérola les expreso su agradecimiento. Artadi se estableció en Paita dedicándose al comercio y en 1884 se nacionaliza peruano.

- 1886: Nicanor Rodríguez sale elegido Diputado por Paita por el periodo de 4 años.

- 24 de abril de 1889: nace el educador paiteño Arturo Pallete Rodríguez. Implantó en el distrito de Talara los novedosos sistemas educativos que estaban en boga en Europa. El Colegio Nacional de Máncora lleva su nombre.

- 29 de octubre de 1897: nace en Paita el escritor, historiador, diplomático y periodista Ricardo Vegas García cónsul general de Buenos Aires, Hamburgo, Valparaíso, Madrid y luego pasa de ministro plenipotenciario a Paraguay hasta 1948. Jefe del Dpto. de Comercio en el Ministerio de Relaciones Exteriores en 1935 y de la Oficina de Prensa en 1937 y 1948. En Lima Preside el Instituto Geográfico de la Cancillería.

- 9 de marzo de 1898: nace en La Huaca – Paita el famoso escultor Luis Agurto Olaya, sus obras han sido las más intensas de todos los escultores peruanos.

- 23 de febrero de 1899: nace en La Huaca Luciano Castillo Colonna político, maestro Universitario, parlamentario y abogado, fundador de la Federación de Trabajadores del Perú, la Federación de Mineros del Centro y la Federación de Trabajadores Ferroviarios. Fue candidato a la Presidencia de la República.

Siglo XX
- 1902: el paiteño Francisco Valdez funda el primer diario paiteño y primero en la región “La Igualdad”.

- Desde 1903 numerosas familias de Paita, emigran para establecerse en Colán, La Huaca y Piura, atemorizados por la peste bubónica, ya que diariamente se quemaban varias viviendas.

- 1907: llega a Paita el presidente José Pardo para visitar Piura y es impresionado por el talento artístico del niño Luis Agurto Olaya a quien lleva a Lima para que se perfeccione en su profesión.

- Desde 1910 a 1950 importantes familias de Paita fueron emigrando a Lima.

- 27 de febrero de 1912: nace en Paita el famoso pintor Ricardo Sánchez Garavito.

- 1913: Humberto Artadi es Diputado por Paita, sus dietas las donó para las escuelas.

- 27 de junio de 1914: nace en Paita el periodista y luchador social Julio Inocencio Baca Ríos quien fue declarado Héroe de la Libertad de Prensa por el diario “El Comercio” de Lima y la Asociación Nacional de Periodistas quienes le tributaron un homenaje y le impusieron una medalla de oro. Baca logró que los periodistas cuando en su función de tales, critican a los funcionarios públicos, no cometen desacato.

- 1918: nace en Paita el abogado Julio César Villegas Cerro quien se desempeñó como Ministro de Gobierno.

- 1919: el médico especialista Henry Hanson propone incendiar totalmente a Paita y trasladar a otros lugares a sus habitantes para eliminar la peste bubónica. El Dr. Manuel Francisco Zúñiga y el presidente Leguía se opusieron. Hace también su aparición la fiebre amarilla y para combatirla llegan enviados de la Fundación Rockefeller, el científico Japonés Dr. Ideyo Nouguchi y su auxiliar el Dr. Israel Krigler.

- 1922: nce en Paita la pintora y poetisa Lily Moral De Corrochano. Ha realizado exposiciones en Cusco, Lima, Piura, Bolivia y Chile figurando en el Catálogo Internacional de obras pictóricas. En su poesía canta a la vida y a la naturaleza y se siente muy motivada por el entorno marino de Paita.

- 1922: tras grandes esfuerzos se logra erradicar la peste bubónica y fiebre amarilla de Paita.

- 1923: nace en Paita el Médico Cirujano Luis Ginocchio Feijo, su especial virtud ha sido hermanar su profesión con otras, es así que funda en Lima en 1943 cuando aún era estudiante la “Gaceta Médica de Lima”.

Fue historiador, ensayista, poeta y en materia de arte y literatura ha sido un mecenas.
- 1925: nace en Paita el abogado y poeta Juan Rufo Cárcamo Ladines autor del poemario “Se levantó y andó”, en julio de 1976 Publicó “Delitos y canciones”.

- 14 de abril de 1926: nace en Paita Luis Felipe Angell de Lama (Sofocleto) famoso escritor, periodista, comentarista deportivo y político, humorista, burlón y poeta.

- 26 de abril de 1926: muere en Paita el genetista y entomólogo estadounidense de fama mundial Mark Alfred Carlenton atacado por paludismo.

- 1932: nace en Paita Luis Alva Talledo, tenor lírico, conocido mundialmente como Luigi Alva. En 1957 Herbert Von Karajan llega a dirigirlo en la parte de tenor de la 9.ª sinfonía de Beethoven, al frente de la Berliner Philharmoniker, y lo considera públicamente como el mejor tenor lírico-ligero del mundo. En 1963 debuta en el Metropolitan Opera House de NewYork que solo se reserva a los grandes cantantes. Se le considera una de las 10 mejores voces del mundo. Ha ganado el Biende de Oro de Italia y el Palco Escénico.

- 1933: nace en Paita Pilar Pallete De Wayne inclinada al teatro y al cine, viaja a México e incursiona al mundo cinematográfico. En 1952, en plena actividad profesional conoce al consagrado astro John Wayne y en 1953 se casan, teniendo a Aissa, Ethan y Marisa.

- 22 de julio de 1944: nace en La Huaca (Paita) Pablo Enrique Medina Sanginez, autor de numerosas poesías, cuentos y leyendas, su Libro “Relatos de Alforja” hace una selección de sus mejores creaciones.

- 1945: Luciano Castillo Colona es elegido Diputado por Paita y en las elecciones de 1950, Senador por Piura.

En su fructífera labor parlamentaria destaca: la Ley del Descanso Dominical pagado, de vacaciones pagadas, igualmente la indemnización por tiempo de servicios, la de cesantía y jubilación.
- 28 de agosto de 1950: nace en Paita el poeta y educador Vidal Rivas Castillo, fundador de la Casa del Poeta – Filial Paita, miembro del Círculo Cultural “Velero” y Director de la Revista “Heraldos”.

- 1958: el Médico Cirujano nacido en Paita Germán Garrido Klinge forma parte de la mesa directiva en el Congreso Mundial de Gastroenterología celebrado en Washington y en 1960 representa al Perú en el Séptimo Congreso Panamericano de Gastroenterología.

- 1964: el Irlandés Barry Kevin construye el Terminal Marítimo de Paita, bajo la firma inglesa George Wimpey y C° Ltda. Se inaugura el 8 de octubre de 1966 por el presidente Mariátegui, el director de Administración Portuaria Mateo Kalafatovich Valle. Los ejecutores de la obra y Constructores Supervisores Livesey y Henderson.

- 1979: la poeta paiteña Libertad Orozco Zapata con su poema “Semblanza de un Niño” gana una mención honrosa en el I Concurso Internacional sobre poesía infantil.

- 1981 el paiteño Julio Ramírez Pasquel funda la Cámara de Comercio de Paita.

- 12 de marzo de 1981: fallece en Lima el famoso pintor paiteño Ricardo Sánchez Garavito.

- 14 de octubre de 1981: fallece en Lima Luciano Castillo Colona víctima de un paro cardiaco cuando contaba con 82 años.

- 1984: la folklorista y escritora nacida en Paita Pina Zúñiga De Riofrío publica su libro “Música y danzas Folklóricas de Piura”.

- 1987: el economista y empresario paiteño Rafael Villegas Cerro es presidente de la Confederación de Cámaras de Comercio del Perú, FONDECAMARAS.

En abril de 1988 es presidente de la CONFIEP y plantea que Paita fuera Zona Franca Industrial.
- 1994: Otilio Antón Chávez publica un interesante y ameno libro titulado “Anecdotario Paiteño” y la “Verdadera Fundación de Paita por los españoles”.

- 2000: El 8 de agosto se declara Patrimonio Cultural de la Nación a la zona monumental de Paita.[4]

- 18 de marzo de 2004: muere en Lima el paiteño “Sofocleto

## Política

### Gobierno
Paita es la capital de la provincia homónima , por lo tanto es sede del gobierno provincial y de los órganos técnicos de su competencia. La ciudad, como capital de la Provincia del mismo nombre, se encuentra gobernada por la Municipalidad Provincial de Paita que tiene competencia en todo el territorio de la provincia. No existe una autoridad restringida a la ciudad. 
La sede de la Municipalidad Provincial de Paita se encuentra en la parte baja de Paita, justo al frente de la Plaza de Armas a tan solo 2 m s. n. m.
| Municipios de La Ciudad                | Extensión km² | Población censo 2007(hab) | Población menor 1 año (Natalidad) Censo 2007(hab) | Viviendas (2007) | Densidad (hab/km²) | Altitud (m s. n. m.) | Distancia en carretera desde el centro (km) |
| -------------------------------------- | ------------- | ------------------------- | ------------------------------------------------- | ---------------- | ------------------ | -------------------- | ------------------------------------------- |
| Paita baja*                            | 0,3 km²       | 26.387*                   | 5.167*                                            | 6.665            | 20,90              | 1.5                  | 0 km                                        |
| Paita Alta*                            | 2,9 km²       | 95.740*                   | 24.122*                                           | 42.713           | 59,74              | 50                   | a la plaza "De Armas" 1 km                  |
| *Datos del censo realizado por el INEI |               |                           |                                                   |                  |                    |                      |                                             |

## Patrimonio
- Museo Elba Aranda de Sarango: El museo fue creado en 1998, originalmente se pensó hacerlo sobre la base de hallazgos paleontológicos provenientes de la zona conocida como "Quebrada de Los Carrasco"; Desde el año 1993 se han colectado fósiles marinos, fluviales y terrestres. Está compuesto por cinco salas de exposición, dos salas de Paleontología (fauna del Pleistoceno), una sala de Arqueología, una sala de Historia Republicana y una sala de Personajes Ilustres.
- Capilla Sixtina de Paita: Está ubicada en Pueblo Nuevo de Colán, centro poblado perteneciente a la provincia de Paita. Es considerada monumento histórico nacional[cita requerida]por sus pinturas al fresco, representando pasajes bíblicos de la vida, pasión y muerte de Cristo, y se encuentran plasmadas en sus muros, paredes interiores, columnas y cielo raso. Las pinturas atribuidas a J. Gismondo datan de 1905, entre ellas podemos apreciar: “La Sagrada Familia”, “El ángel custodio” y “Santo Domingo”. En la nave central de la Iglesia se levantan las pinturas: “Ascensión de la Virgen” y al lado del Evangelio Cristo Crucificado” y “Descenso de la Cruz”.

## Gastronomía
Paita es cuna del plato más tradicional de Perú, el ceviche. Asimismo es el único lugar del país donde se preparan tamales en base de pescado y sarsa paiteña
La parihuela y el arroz con mariscos son parte de sus platos típicos.

## Paiteños destacados
- Miguel Grau: Héroe Nacional de Perú y uno de los marinos más importantes del Perú.
- Luis Felipe Angell de Lama (Sofocleto): Periodista, creador de la corrientes de los silogismos literarios.
- Fernando Angell de Lama: Escritor, autor de la novela El Espejo (1945).
- Luis Alva: Tenor ligero.
- Ricardo Vegas García: Periodista, escritor, historiador y diplomático peruano, cónsul general del Perú en la República Argentina, Alemania, España, Portugal. Director del Instituto Geográfico del Perú.
- Luciano Castillo Colonna: Político, profesor universitario y abogado peruano, fundador del Partido Socialista del Perú en 1930.
- Pilar Pallete: Actriz de Hollywood. Esposa de John Wayne.
- Mark A. Carleton: Botánico y patólogo estadounidense, padre de la genética americana. Murió en Paita.
- Andrés y Victoriano Cárcamo: Marineros y héroes nacionales. Lucharon en la Guerra contra España y en la Guerra del Pacífico.
- Antonio de la Haza: Marino y héroe de la Guerra peruano-ecuatoriana (1858-1860).
- Ezequiel Otoya: Héroe de la Guerra con peruano-chilena.
- Vidal Rivas Castillo: Poeta.
- Camilo Carrillo: Político, matemático y marino. Participó en la Guerra del Pacífico y en Combate de Dos de Mayo.

## Turismo
• Tablazo de Paita: extensión planicie, que presenta formación de dunas de arena, de aspecto atractivo.
• Playa Yacila: a 17 km de Paita, playa pequeña de 460 m de largo aproximadamente con 20 a 200 m de ancho. Se caracteriza por ser de superficie arenosa, ideal para practicar natación.
• Playa Cuñuz: ubicada 1,2 km de la ciudad de Paita, tiene 2 km de largo y 5 a 50 m de ancho aproximadamente. Se caracteriza por ser pedregosa y arenosa, adecuada para nadar, para competencias de botes de vela, motor y remo. Ubicado al lado derecho del muelle de ENAPU.
• Playa Te para Dos: a 1 km de Yacila, indicada para aquellos que buscan tranquilidad y soledad.
• Playa Cangrejos: a 2 km de Yacila. Es una pequeña playa de aproximadamente 660 m de largo y de 20 a 200 m de ancho. Es arenosa y de aguas tranquilas, ideal para natación y deportes náuticos.
• Playa Colan: a 15 km de Paita. Es una de las playas más grandes del litoral tiene 20 km de largo y 50 a 100 m de ancho, ubicado entre las escarpas del tablazo de Paita y el mar, herencia ancestral de la antigua caleta de los Colanes. De aspecto atractivo y de gran afluencia de veraneantes, es arenosa de aguas tranquilas y cálidas. Se realizan deportes acuáticos y competencias deportivas además se puede realizar largas caminatas a la Bocana y con un despliegue de energía subir hacia la terraza o tablazo donde se puede observar el verdor de las riberas del río y su desembocadura en el mar.
• Bocana del Río Chira: se halla la zona de desembocadura del caudal del río Chira.
• Playa las Gaviotas: a 14,5 km de Paita, se le da el nombre de Gaviotas, por la abundancia de esta especie en dicha Playa. Es una playa tranquila, arenosa, muy plana y de aguas tranquilas y tibias. Se encuentra rodeada por elevaciones rocosas que le dan un singular atractivo.
• Playa Las Gramillas: a 22 km de Paita, es una pequeña playa de 300 m de largo aproximadamente, se caracteriza por ser arenosa y pedregosa, de aguas claras. Posee numerosas cuevas negras, cuya oscuridad es alumbrada por el rezago de la espuma marina. Dentro de su fauna destacan lobos marinos y los famosos pingüinos de Humboldt.
• Miramar: a 39 km de Paita ubicada en el Distrito de Vichayal, es un centro poblado que destaca sus peculiares molinos de viento, construidos por los pobladores para levantar el agua del río y regar sus sembríos. El panorama de su manso río de aguas tibias que deslizan desde los pedregales hasta la bocana, sus tierras ubérrimas y sus característicos molinos de viento es algo muy agradable.
La Comunidad Campesina Miramar-Vichayal se ubica en el departamento de Piura (a 160 km), a 40 m s. n. m. (metros sobre el nivel del mar) al norte de la desembocadura del Río Chira. La vía para llegar es a través de la carretera Piura-Talara, que a la altura del distrito de Ignacio Escudero se toma una carretera secundaria hasta Tamarindo, luego la carretera a este destino es afirmada.
ü Goza de clima templado, suelo fértil, de sus 27 843 ha. La mayor parte son desérticas(10 600), bosques naturales(12 050) y solamente hasta el año 94 las tierras empleadas para la producción agrícola era de 3500 ha. Gran parte de ellas irrigada por los tradicionales molinos de Viento artesanales.
• Caleta la Islilla: a 22 km al sur de Paita. Caleta de paisajes interesantes con una isla frente a las playas: Isla Foca. Aquí se encuentra las playas denominadas la Laguna, Hermosa y Gramitas. La zona cuenta con variada fauna como aves guaneras, pingüinos etc. 
• Isla Foca: ubicada a 22 km de Paita. Es una isla guanera conocida también de lobos por la gran presencia de lobos marinos.
• Bahía de Paita: considerada como una de las más pintorescas bahías del litoral peruano. La vista es notable desde la llamada <Ventana de Paita> ubicada sobre el tablazo que domina toda la ciudad. Su riqueza ictiológica es proverbial.
• La Tortuga-El Cenizo: Centro poblado y además conjunto de playas de aguas cristalinas. Cuentas con acantilados de tonalidades rojizas, amarillentos y oscuras creando matices hermosos.

## Ciudades hermanadas[6]
- Ciudad de Panamá, Panamá desde

- Balboa (Panamá), Panamá desde 1780
- Callao, Perú, desde 1821
- Ciudad de México, México
- Riga, Letonia